# Huajúmbaro de Guadalupe
Huajúmbaro de Guadalupe es una localidad del estado mexicano de Michoacán. Es parte del municipio de Zinapécuaro.

## Toponimia
El nombre «Huajúmbaro» proviene de los términos en purépecha: huajumba, hierba; ro, locativo. Su significado es «hierbal» o «lugar de hierba». El nombre «Guadalupe» hace referencia a la santa patrona de la localidad: Nuestra Señora de Guadalupe.

## Demografía
| Gráfica de evolución demográfica |
|                                  |

| Censo | Población |
| ----- | --------- |
| 1900  | 461       |
| 1910  | 480       |
| 1921  | 336       |
| 1930  | 550       |
| 1940  | 568       |
| 1950  | 437       |
| 1960  | 601       |
| 1970  | 739       |
| 1980  | 934       |
| 1990  | 1500      |
| 2000  | 1528      |
| 2010  | 1281      |
| 2020  | 1217      |